# 德贡谬迪东镇区
德贡谬迪东镇区，又译德贡新城东部镇区，简称德贡东镇区，是缅甸仰光省德贡谬迪县下辖的一个镇区。

## 历史沿革
2022年4月30日，德贡谬迪东镇区划归德贡谬迪县管辖。